# Новоільїнськ (Бурятія)
Новоільїнськ (рос. Новоильинск) — село (з 1973 по 2004 — селище міського типу) Заіграєвського району, Бурятії Росії. Входить до складу Сільського поселення Новоіллінське.
Населення — 4700 осіб (2015 рік).